# Шагальский сельсовет
Шагальский сельсовет — сельское поселение в Доволенском районе Новосибирской области Российской Федерации.
Административный центр — село Шагалка.

## История
Статус и границы сельского поселения установлены Законом Новосибирской области от 2 июня 2004 года № 200-ОЗ «О статусе и границах муниципальных образований Новосибирской области»

## Население
| 2002 | 2010 | 2012 | 2013 | 2014 | 2015 | 2016 |
| ---- | ---- | ---- | ---- | ---- | ---- | ---- |
| 290  | ↘212 | ↘207 | ↗216 | ↘198 | ↘192 | →192 |
| 2017 | 2018 | 2019 | 2020 | 2021 |      |      |
| ↘191 | ↘187 | ↗188 | ↘177 | ↗181 |      |      |

## Состав сельского поселения
| № | Населённый пункт | Тип населённого пункта       | Население |
| - | ---------------- | ---------------------------- | --------- |
| 1 | Шагалка          | село, административный центр | ↗181      |